# غريغوري راسيل
غريغوري راسيل (بالإنجليزية: Gregory Russ)‏ هو لاعب هوكي الحقل نيوزيلندي، ولد في 12 أبريل 1971.

## وصلات خارجية
- غريغوري راسيل على موقع أوليمبيديا (الإنجليزية)